# Митрополит
Митрополи́т (на гръцки: μητροπολίτης) е най-старата епископска титла в Църквата. Първоначално митрополит е бил епископ на християнска църква с резиденция в столица или митрополия (μητρόπολις) на Римска провинция.

## Древната църква
Титлата митрополит се среща за пръв път в каноните на Никейския Вселенски Събор 325 г. 34-то Апостолно правило определя: „епископите на всеки народ да знаят първия от тях и да го признават за главен, и да не творят нищо, което превишава тяхната власт, без негово знание.“ Митрополитите са свиквали и били председатели на поместни събори в своята епархия (ἤ ἐπαρχία).

## Българска православна църква
На Осмия вселенски събор (869 – 870), на извънредно заседание, състояло се след закриването на събора на 4 март 870 г. се учредява български църковен диоцез, начело на който е поставен гъркът Георги, с титла „митрополит на Дръстър“ (дн. Силистра) (870 – ок. 886 г.), който обаче пребивавал постоянно не в своя епархийски център Дръстър, дн. Силистра, а в столицата Плиска, град от същата епархия), директно подчинен на Константинополската патриаршия. Българската църква е устроена по византийски модел и има тогава 7 митрополита: Дръстърска (първенствуващата епархия на България и собствена катедра на всебългарския архиепископ); Филипополска (дн. Пловдив); Бдинска (дн. Видин); Средецка (дн. София); Лихнидска (дн. Охрид); Моравска (дн. несъществуващ град по р. Морава) и Брегалнишка (дн. несъществуващ град при с. Козяк, Щипско). Възприемат се и други по-низши духовни санове: хартофилакс, синкел и екзарх. През седемдесетте и осемдесетте години на IX в. в България са били учредени много други епархии (митрополии и епископии): Проватска (дн. Провадия); Белградска; Червенска (дн. село Червен (Област Русе); Деволска (дн. несъществуващ град в южна Албания) и др., а вероятно и Скопска; Велбъждска (дн. Кюстендил); Пелагонийска (Битолско-Прилепска); Нишка и др.
По времето на цар Иван Асен II (1218 – 1241) е имало 10 митрополии от общо 14 епархии. По време на османската власт някои от митрополиите са били понижени в ранг епископия. Знае се, че през XVII век на Търновския митрополит са подчинении Ловчанския, Червенския и Преславсият епископи. От XVIII век до създаването на Екзархата през 1871 г. висшето духовенство по българските земи се състои от гърци. Броят се само 12 българи – епископи и митрополити (владици). На 12 февруари 1872 г. синодът на Българската екзархия избира първия български екзарх – Иларион Ловчански. След четири дни по внушение на правителството и молба за оставка от Иларион Ловчански като стар и болен, на извънредно заседание на 16 февруари 1872 г. синодът избира за екзарх Видинския митрополит Антим I. Първите български митрополити (владици), признати от султана са Иларион Макариополски, Натанаил Охридски, Антим Видински и Иларион Ловчански.
Понастоящем 15-те български епархии на Българската православна църква се управляват от своя архиерей, който носи титлата „митрополит“. 13 от епархиите се намират на територията на България – Варненска и Великопреславска, Великотърновска, Видинска, Врачанска, Доростолска, Ловчанска, Неврокопска, Плевенска, Пловдивска, Русенска, Сливенска, Софийска, Старозагорска. Другите две са на САЩ, Канада и Австралия със седалище в Ню Йорк и Западно- и Средноевропейска епархия със седалище в Берлин.

## Руска православна църква
В Руската църква след покръстването през 988 г. Киевският и на цяла Русия митрополит е назначаван в Константинопол с указ на императора и патриарха. При учредяването на Московския патриархат през 1589 г. се създават четири катедри, начело с митрополити (Новгородска, Ростовска, Казанска и Крутицка), но без митрополии. Руските митрополити са се отличавали по онова време от другите епископи и от архиепископите само по почест.